# جام خیریه انگلستان ۱۹۶۹
 جام خیریه انگلستان ۱۹۶۹ ، ۴۷امین رقابت سالانه مابین قهرمانان لیگ دسته اول فوتبال انگلستان و جام حذفی فوتبال انگلستان است. 
این مسابقه در تاریخ ۲ آگوست ۱۹۶۹ مابین تیم‌های لیدز یونایتد و منچستر سیتی در ورزشگاه الند رود لیدز برگزار شده‌است. 
تیم لیدز یونایتد در این مسابقه با نتیجه دو بر یک به پیروزی رسید.

## جزئیات مسابقه
| منچستر سیتی | ۱ – ۲ | لیدز یونایتد           |
| ----------- | ----- | ---------------------- |
| بل ۹۰'      |       | گرای ۵۵' · چارلتون ۵۸' |